# Liste der Einträge im National Register of Historic Places im Cameron County (Texas)
Die Liste der Registered Historic Places im Cameron County führt alle Bauwerke und historischen Stätten im texanischen Cameron County auf, die in das National Register of Historic Places aufgenommen wurden.

## Aktuelle Einträge
| Lfd. Nr. | Name im NRHP                                  | Bild | Datum der Eintragung | Adresse/Lage                                                                             | Ort         | NRHP-ID  | Beschreibung                            |
| -------- | --------------------------------------------- | ---- | -------------------- | ---------------------------------------------------------------------------------------- | ----------- | -------- | --------------------------------------- |
| 1        | Augustine Celaya House                        |      | 11. Apr. 1986        | 504 E. Saint Francis St.                                                                 | Brownsville | 86000726 |                                         |
| 2        | Brazos Santiago Depot (41CF4)                 |      | 14. Juli 1971        | Address Restricted                                                                       | Port Isabel | 71000923 |                                         |
| 3        | Browne-Wagner House                           |      | 29. Aug. 1977        | 245 E. St. Charles St.                                                                   | Brownsville | 77001430 |                                         |
| 4        | Brownsville City Cemetery and Hebrew Cemetery |      | 31. März 2010        | Bound by E. 5th St., Madison St., E 2nd St., and Town Resaca                             | Brownsville | 10000143 |                                         |
| 5        | Cameron County Courthouse                     |      | 27. Sep. 1980        | 1150 E. Madison St.                                                                      | Brownsville | 80004084 | Auch bekannt als Oscar Dancy Courthouse |
| 6        | Celaya-Creager House                          |      | 5. Mai 1988          | 441 E. Washington St.                                                                    | Brownsville | 88000523 |                                         |
| 7        | Charles Stillman House                        |      | 19. Nov. 1979        | 1305 E. Washington St.                                                                   | Brownsville | 79003448 |                                         |
| 8        | Fort Brown                                    |      | 15. Okt. 1966        | S edge of Brownsville off International Blvd.                                            | Brownsville | 66000811 |                                         |
| 9        | Garcia Pasture Site                           |      | 23. Feb. 1972        | Address Restricted                                                                       | Port Isabel | 72001355 |                                         |
| 10       | Hicks-Gregg House                             |      | 1. Juli 2009         | 1249 W. Washington St.                                                                   | Brownsville | 09000486 |                                         |
| 11       | Immaculate Conception Church                  |      | 26. März 1980        | 1218 E. Jefferson St.                                                                    | Brownsville | 80004085 |                                         |
| 12       | La Madrilena                                  |      | 17. Nov. 1988        | 1002 E. Madison                                                                          | Brownsville | 88002384 |                                         |
| 13       | La Nueva Libertad                             |      | 14. Juni 1984        | 1301 E. Madison St.                                                                      | Brownsville | 84001628 |                                         |
| 14       | Manautou House                                |      | 14. Juli 1983        | 5 E. Elizabeth St.                                                                       | Brownsville | 83003130 |                                         |
| 15       | Miguel Fernandez Hide Yard                    |      | 1. Okt. 1990         | 1101--1121 E. Adams St.                                                                  | Brownsville | 90001485 |                                         |
| 16       | Morris-Browne House                           |      | 25. Okt. 2006        | 204 E. Levee St.                                                                         | Brownsville | 06000955 |                                         |
| 17       | Old Brulay Plantation                         |      | 10. Okt. 1975        | E of Brownsville off TX 4                                                                | Brownsville | 75001961 |                                         |
| 18       | Old Cameron County Jail                       |      | 24. Jan. 1995        | 1201 E. Van Buren                                                                        | Brownsville | 94001594 |                                         |
| 19       | Palmito Ranch Battlefield                     |      | 23. Juni 1993        | Between TX 4 (Boca Chica Hwy.) and the Rio Grande, approximately 12 mi. E of Brownsville | Brownsville | 93000266 |                                         |
| 20       | Palo Alto Battlefield National Historic Site  |      | 15. Okt. 1966        | 6.3 mi. N of Brownsville at jct. of FR 1847 and 511                                      | Brownsville | 66000812 |                                         |
| 21       | Point Isabel Lighthouse                       |      | 30. Apr. 1976        | Off TX 100                                                                               | Port Isabel | 76002014 |                                         |
| 22       | Resaca de la Palma Battlefield                |      | 15. Okt. 1966        | N edge of Brownsville on Parades Line Rd.                                                | Brownsville | 66000813 |                                         |
| 23       | Samuel Wallace Brooks House                   |      | 22. Nov. 1988        | 623 E. St. Charles St.                                                                   | Brownsville | 88002530 |                                         |
| 24       | Southern Pacific Railroad Passenger Depot     |      | 17. Nov. 1978        | 601 E. Madison St.                                                                       | Brownsville | 78002903 |                                         |
| 25       | The Gem                                       |      | 28. Juni 1991        | 400 E. 13th St.                                                                          | Brownsville | 91000852 |                                         |